# Йозеф Леттріх
Йозеф Леттріх (словац. Jozef Lettrich, 17 червня 1905 Турчанська Тепліце, Словаччина — 29 листопада 1969, Нью-Йорк, Нью-Йорк, США) — словацький політик. Голова Національної Ради Словаччини (1945? 1945—1948).

## Біографія
Народився у окресі Турчянське Тепліце (словац. Okres Turčianske Teplice), в складі Жилінського краю Словаччини. Ходив до школи у місті Мартін, у 1928—1929 — Університет Коменського, де здобув юридичну освіту. Працював за фахом у Братиславі під час Другої світової війни. Був членом Республіканської партії, 1939-го долучився до Руху опору, був членом Національної Словацької ради у Банській Бистриці. У 1945—1948 — секретар демократичної партії, спікер та член Національних зборів Чехословаччини.
У 1948 йому довелося покинути пост голови, у травні емігрував до Австрії (за допомогою двох офіцерів, котрих звинуватили у злочині та ув'язнили на 15- та 20-річний терміни відповідно). Кінцевим пунктом призначення Йозефа Леттріха стала Америка. Долучився до організацій у екзилі, видавав газету.
Словацьке телебачення зняло документальний фільм про політика, котрий вийшов 1996-го. У 2006 році на його честь було названо гімназію у Мартіні.

## Твори
- Chceme slovenskú techniku, Братислава, 1930
- O Slovenskej národnej rade, Братислава, 1945
- The History of Modern Slovakia, 1955, Нью-Йорк